# Attila Záhonyi
Attila Záhonyi, född 1 december 1959 i Budapest, är en ungersk före detta sportskytt.
Záhonyi blev olympisk bronsmedaljör i gevär vid sommarspelen 1988 i Seoul.